# تعارض (فلسفه)
تعارض (به انگلیسی: Antinomy) در فلسفه عبارت است از تناقض بین قوانین یا اصول، هنگام کاربرد آنها در امور جزئی.
در اصطلاح کانت، تعارض عبارت است از تنازع یا تناقض بین قوانین عقل محض.
اگر عقل اضطرارا به این تعارضات کشانده شود، نتیجه آن، خلط تصورات یا بحث از مطلق در قالب امور مشروط یا بحث از حقیقت مطلق در جهان تابع شرایط تجربی خواهد بود.
کانت چهار نوع از این تناقضات را برشمرده و هر یک از آنها را تحت عنوان یک تعارض که شامل یک جفت قضیه متقابل است، قرار داده‌است. در هر جفت قضیه‌ای، یکی برنهاد و دیگری برابر نهاد است.
اولین تعارض کانت به شرح زیر است:
برنهاد: جهان دارای آغاز زمانی نیست و از لحاظ مکان محدود است.
برابر نهاد: جهان دارای آغاز زمانی نیست و در مکان محدود نیست، بلکه در زمان و مکان، هر دو نامحدود است.
در نظر کانت، عقل عملی نیز دارای تعارضاتی است که مربوط به خیر اعلا است. چنان‌که در الهیات نیز تعارضاتی مربوط به اصالت وسیله و اصالت غایت وجود دارد.
هر تنازعی که بین شرایط غایت واحد وجود داشته باشد، چه ظاهری باشد و چه حقیقی، یک تعارض محسوب است، همچنین است تنازع بین دو اصل یا دو استدلال که متکی بر مقدمات متساوی الصدق باشد.
تعارضات عقل را تناقضات عقل نیز گفته‌اند.
همچنین ببینید: